# Мустафа, Шукри
Шукри́ А́хмад Мустафа́ (араб. شكري أحمد مصطفى‎, 1 июня 1942, Абу Хорс, Асьют — 19 марта 1978, Тюрьма Тура, Каир, Египет) — египетский агроном, лидер радикальной такфиритской организации «ат-Такфир ва-ль-Хиджра».
Шукри Мустафа родился в 1942 году в селении Абу-Хорс (марказ Абу-Тиг) неподалёку от Асьюта в Верхнем Египте. При режиме Гамаля Абдель Насера, в 23-летнем возрасте был арестован за мелкую провинность — распространение листовок «Братьев-мусульман» в стенах своего сельскохозяйственного колледжа и отсидел за это 6 лет в лагерях (1965—1967 в тюрьме Тора, в 1967—1971 в Абу Заабале), где проникся идеями Сайида Кутба и Маудуди. Шукри примкнул к наиболее радикальной части заключённых, которые считали «неверными» всех, кто не был членом их секты и обрывали с ними все отношения.
Молодой выпускник университета Аль-Азхар Али Абдух Исмаил, с которым Шукри познакомился во время отбывания наказания в тюрьме Абу Заабал и вместе читал «Вехи на пути» Кутба, основал организацию «Общество мусульман». Шукри покинул ряды «Братьев» и примкнул к Али Исмаилу. После того, как радикальные взгляды Кутба были осуждены мусульманскими богословами, основатель покинул «Общество мусульман» и новым лидером организации стал Шукри Мустафа.
В начале 1970-х годов Анвар Садат, сменивший Абдель Насера на посту президента Египта, начал выпускать из заключения многих членов радикальных группировок, чтобы дать отпор идеологии коммунизма в стране. 16 октября 1971 года Шукри вышел на свободу из лагеря Абу Заабал и закончил своё обучение в вузе.
К 1976 году количество членов «Общества», которых полиция посчитала безобидными чудаками и маргиналами, достигло 2 тысяч мужчин и женщин. Последователи Шукри, всерьёз воспринявшие его идеи о том, что не обладающие достаточной мощью «истинные» мусульмане должны дождаться того момента, когда соперничающие друг с другом США и СССР уничтожат друг друга в ходе Третьей мировой войны и начать победоносную войну с ослабленными немусульманами, начали уходить жить в пустыню.
В 1977 году члены «ат-Такфир ва-ль-Хиджра» напали на каирские ночные клубы, похитили, а затем убили Мухаммеда Хусейна ад-Дахаби, который в 1975—1976 годах был министром вакуфов Египта. Шукри Мустафа был арестован и начался громкий судебный процесс, где под обвинения военного прокурора попал не только сам подсудимый, но и все исламисты и лекторы Аль-Азхара, некомпетентные в деле духовного воспитания молодёжи. В 1978 году Шукри был казнён, его организация распалась, а часть последователей влилась в состав Египетского исламского джихада.